# Funky Beat: The Best of Whodini
Albums de Whodini
Rap Attack
(2003)
Funky Beat: The Best of Whodini est une compilation de Whodini, sortie le 6 juin 2006.

## Liste des titres
| No  | Titre                                  | Durée |
| --- | -------------------------------------- | ----- |
| 1.  | Magic's Wand                           | 5:39  |
| 2.  | Haunted House of Funk                  | 6:33  |
| 3.  | Five Minutes of Funk                   | 5:24  |
| 4.  | Freaks Come Out at Night               | 4:45  |
| 5.  | Big Mouth                              | 2:51  |
| 6.  | Escape (I Need a Break)                | 3:43  |
| 7.  | Friends                                | 4:41  |
| 8.  | Funky Beat                             | 5:05  |
| 9.  | One Love                               | 5:34  |
| 10. | I'm a Ho                               | 4:05  |
| 11. | Be Yourself (featuring Millie Jackson) | 3:24  |
| 12. | Rock You Again (Again & Again)         | 5:26  |
| 13. | Judy                                   | 3:51  |
| 14. | Keep Running Back                      | 3:36  |
| 15. | The Whodini Mega Mix                   | 7:17  |